# Vevey
Vevey (antiguamente en alemán Vivis) es una ciudad y comuna suiza del cantón de Vaud, capital del distrito de Riviera-Pays-d'Enhaut, situado en la ribera superior del lago Lemán. Limita al norte con las comunas de Corseaux y Corsier-sur-Vevey, al este con Saint-Légier-La Chiésaz, y al sureste con La Tour-de-Peilz, al sur con Noville, Port-Valais (VS) y Saint-Gingolph (VS), estas tres últimas del otro lado del lago.
Hasta el 31 de diciembre de 2007, la comuna formaba parte del distrito de Vevey, comarca de Vevey. La ciudad es conocida por ser el lugar en el que Charles Chaplin se instaló cuando abandonó Estados Unidos después de ser uno de los personajes famosos señalados por el gobierno estadounidense por simpatizar con el comunismo. También es la sede de la multinacional alimentaria Nestlé.

## Historia
En los alrededores de Vevey se instaló un pequeño asentamiento en 2000 a. C. Durante la época romana, se creó una localidad llamada Vibiscum. Vevey fue una de las etapas de la vía Francígena, un antiguo camino de peregrinaje hacia Roma. Sigerico la mencionó con ese título en 990.
Durante la época feudal, Vevey pasó bajo la soberanía de Lausana, luego de la casa de Blonay, después pasó a ser una bailía entre el Castillo de Chillon y el régimen de Berna.
Después de la Revolución valdense de 1798, Vevey conoció un gran período de prosperidad durante el cual se iniciaron grandes proyectos de construcción, como hospitales y museos.

## Transporte
Ferrocarril
Vevey cuenta con una estación ferroviaria en la que efectúan parada numerosos trenes de cercanías pertenecientes a la red 'RER Vaud' que unen a todo el cantón. También paran trenes de largo recorrido que le permiten establecer comunicaciones con otros cantones, así como trenes de ámbito regional que la unen con Ginebra y su aeropuerto. En la comuna existen otros apeaderos, como Vevey-Funi, que da servicio al funicular al Mont Pèlerin, o el apeadero de Gilamont, que da servicio a ese barrio.
Otros transportes
- Buses VMCV
- Funicular Vevey - Mont Pélerin
- Puerto sobre el Lago Lemán.

Carreteras
- Autopista A9,  14 Vevey
- Autopista A12,  1 Vevey.

## Personalidades
- Protasio, obispo de Lausana, venerado como santo en las iglesias cristianas tradicionales.
- Carlos María de Borbón y Austria-Este (Carlos VII), reclamante carlista del Trono de las Españas, asumió la jefatura del partido en la Junta Magna que se celebró en esta localidad en 1870.
- Clara Haskil, pianista suiza de origen rumano.
- Paul Morand, diplomático, novelista, dramaturgo y poeta francés.
- Yves Christen
- Charles Chaplin, Se radicó en 1952 hasta su muerte en 1977.
- Paul Ceresole, presidente de la Confederación suiza en 1873
- Thabo Sefolosha, jugador de baloncesto de la NBA (Atlanta Hawks)
- Pascal Richard, ciclista suizo, medalla de oro en la prueba de ruta en los Juegos Olímpicos de Atlanta 1996
- Natasha Gachnang , corredora de autos en la liga española.
- Françoise-Louise de Warens, amante y benefactora de Jean-Jacques Rousseau.
- Claude Nicollier, astronauta.
- Ernest Ansermet, director de orquesta.
- Daniel Peter, chocolatero suizo.
- Henryk Sienkiewicz, escritor polaco, falleció en Vevey.
- Olga Baclanova, actriz rusa, falleció aquí.
- Raphael Ragucci, cantautor austro-italiano.
- Cyril Farquet, modelo, personaje público

## Ciudades hermanadas
- Carpentras
- Lyon

### En proceso
- Guadalajara (México)